# Rubus keniensis
Rubus keniensis är en rosväxtart som beskrevs av Paul Carpenter Standley. Rubus keniensis ingår i släktet rubusar, och familjen rosväxter. Inga underarter finns listade i Catalogue of Life.